# 455 a.C.

## Eventos
- Tito Romílio Roco Vaticano e Caio Vetúrio Cicurino, cônsules romanos.